# Charles Fricks
Charles Fricks de Andrade (Cachoeiro de Itapemirim, 16 de junho de 1972) é um ator brasileiro.
De remota ascendência alemã, Fricks iniciou sua carreira em grupos de teatro amador em sua cidade natal. Depois de morar um ano nos Estados Unidos da América, voltou ao Brasil e se instalou no Rio de Janeiro, onde deu continuidade aos seus estudos em cursos livres de escolas de teatro.
Em 1993, ingressou na Companhia Atores de Laura, então dirigida por Daniel Herz e Susanna Kruger, onde trabalhou em mais de dez espetáculos e ganhou uma indicação ao Prêmio Shell por sua atuação em As artimanhas de Scapino. Na tv , entre outros trabalhos, trabalhou em 3 microsséries dirigidas por Luiz Fernando Carvalho: Hoje é dia de Maria - primeira e segunda jornada; e Capitu. No cinema já são 9 longas. Entre eles Nise, Quase Memória, Sem Controle, Chico Xavier - o filme e Tropa de Elite 2
Com seu primeiro monólogo (O FILHO ETERNO,2011) foi indicado a 4 prêmios de melhor ator e ganhou outros 2 (Prêmio Shell e APTR de melhor ator).
Em 2023 Charles Fricks revelou ser bissexual.

## Carreira

### Na televisão
| Ano  | Título                  | Personagem                   | Notas                                   |
| ---- | ----------------------- | ---------------------------- | --------------------------------------- |
| 2025 | Pablo & Luisão          | Fábio                        | Episódio: "Guerra dos Salgados"         |
| 2023 | Terra e Paixão          | Ademir La Selva              |                                         |
| 2022 | Além da Ilusão          | Danilo Dantas                | Episódios: "22–23 de junho"             |
| 2021 | Nos Tempos do Imperador | Barão de Mauá                | [ 3 ]                                   |
| 2020 | Reality Z               | Dr. Fábio Lima               | 3 episódios                             |
| 2019 | Amor de Mãe             | Dr. Ronaldo                  |                                         |
| 2019 | Rotas do Ódio           | Gelson Rosas                 | 14 episódios                            |
| 2019 | Homens?                 | Guilherme                    | 1 episódio                              |
| 2018 | Desnude                 | Carlos                       | Episódio: "Tirando Onda"                |
| 2017 | O Outro Lado do Paraíso | Abel Quaresma                |                                         |
| 2017 | Sob Pressão             | Jorge                        | 1 episódio                              |
| 2016 | Justiça                 | Médico                       | Episódio “sexta”                        |
| 2016 | Rock Story              | Delegado                     |                                         |
| 2015 | Magnífica 70            | Wolf                         | 2015–2018                               |
| 2015 | Sete Vidas              | Estevão                      |                                         |
| 2015 | Verdades Secretas       | Médico                       | [ 4 ]                                   |
| 2014 | Meu Pedacinho de Chão   | Soldado Tirso                |                                         |
| 2012 | As Brasileiras          | Tulio                        | Episódio: "A Desastrada de Salvador"    |
| 2011 | Tapas & Beijos          | Marreco                      | 2 episódios                             |
| 2010 | As Cariocas             | Heitor                       | Episódio: "A Atormentada da Tijuca"     |
| 2010 | A Grande Família        | Jamil do Frete               | Episódio: "Não Vote em Mim"             |
| 2010 | Open Bar                | Prof. Morgado                |                                         |
| 2009 | Aline                   | Igor                         |                                         |
| 2009 | Por Toda Minha Vida     | Produtor Marco Mazzola       | Episódio: "Raul Seixas"                 |
| 2008 | Capitu                  | Sr. Pádua                    |                                         |
| 2008 | A Grande Família        | Oscar                        | Episódio: "Táxi, Etelvina e Videoteipe" |
| 2007 | O Sistema               | Comprador do carro de Regina | Episódio: "Alfa"                        |
| 2006 | Carga Pesada            | Dudu                         | Episódio: "Refém"                       |
| 2005 | Hoje É Dia de Maria     | Policial/Executivo           |                                         |
| 1999 | Chiquinha Gonzaga       | Caio                         |                                         |

### No cinema
| Ano  | Título                            | Personagem          | Notas          |
| ---- | --------------------------------- | ------------------- | -------------- |
| 2024 | Ainda Estou Aqui                  | Fernando Gasparian  | [ 5 ]          |
| 2024 | De Pai Para Filho                 | Médico              | [ 6 ]          |
| 2024 | Aumenta que É Rock 'n Roll        | Medina              | [ 7 ]          |
| 2021 | Lacuna                            | Samuel              |                |
| 2021 | A Suspeita                        | Avelar              |                |
| 2021 | Simples Assim                     | Marido              | Curta-metragem |
| 2020 | Três Verões                       | João Paulo          | [ 8 ]          |
| 2019 | Kardec                            | Charles Boudan      |                |
| 2019 | Simonal                           | Repórter do Pasquim |                |
| 2019 | Depois Daquela Festa              | Pai de Léo          | Curta-metragem |
| 2018 | Chacrinha: O Velho Guerreiro      | Walter Clark        |                |
| 2018 | Incofissões                       | —                   | Curta-metragem |
| 2017 | Doidas e Santas                   | Pedro               |                |
| 2016 | Nise: O Coração da Loucura        | Mário Pedrosa       |                |
| 2016 | Quase Memória                     | Carlos - jovem      |                |
| 2016 | +1 Brasileiro                     | —                   | Curta-metragem |
| 2015 | Linda de Morrer                   | Rodrigo             |                |
| 2013 | Entre Paredes Abertas             | Heitor              | Curta-metragem |
| 2010 | Tropa de Elite 2                  | Vermont             |                |
| 2010 | Chico Xavier                      | David Nasser        |                |
| 2009 | Casulo                            | O Homem             | Curta-metragem |
| 2008 | Até quando?                       | Edgar               | Curta-metragem |
| 2007 | Sem Controle                      | André/Julião        |                |
| 2006 | O Passageiro - Segredos de Adulto | Professor           |                |
| 2004 | Quase Dois Irmãos                 | Marcos              |                |
| 2002 | Baseado em Estórias reais         | Zequinha            | Curta-metragem |
| 2001 | Tem alguém ai?                    | —                   | Curta-metragem |

### No teatro
- 2019 - Sangue - de Lars Noren. Direção Briuce Gomlevsky.
- 2016 - Céus - De Wadji Mouawad. Direção Aderbal Freire- Filho
- 2011 - O filho eterno - Do romance de Cristovão Tezza - Adapt. Bruno Lara Resende.Dir. Daniel Herz
- 2007/08 - Ensaios de mulheres - de Jean Anouilh - adaptação Atores de Laura
- 2006 - N.I.S.E. - criação coletiva Atores de Laura
- 2004/2005 - O conto do inverno - de Shakespeare - Atores de Laura
- 2002/3 de abril de 2005/09 - As artimanhas de Scapino - de Molière. Direção Daniel Herz. Atores de Laura
- 1998/99   - A casa bem-assombrada - texto de Susanna Kruger - Atores de Laura
- 1998 - O julgamento - baseado em "A visita da velha senhora" - Atores de Laura
- 1996/97/2004 - Decote - Criação coletiva sobre obra de Nelson Rodrigues - Atores de Laura
- 1995/96/97 - Romeu e Isolda - criação coletiva Atores de Laura
- 1995 - Juliet´s birthday - textos de Shakespeare - Atores de Laura
- 1994 - Cartão de embarque - de Daniel Herz e Bruno Levinson - Atores de Laura
- Anos 80 - 5 Causas para 5 Efeitos - Grupo Enfim Nós
- anos 80 - Alguém viu Deus por ai? (infantil) Teatro amador
- anos 80 - O Sonho de um Espantalho ( infantil) Teatro Amador
- Anos 80 Tribobó City (infantil) Teatro amador

## Teatro
- 2010 - Epheitos Kolaterais - Texto e direção de Henrique Tavares
- 2010 - Macbeth - de William Shakespeare, direção Aderbal Freire-Filho
- 2007 - Hedda Gabbler - de Henrik Ibsen, direção Walter Lima Jr
- 1994 - A ira de Aquiles - de Homero, direção Hamilton Vaz Pereira

## Prêmios e indicações
- Prêmio APTR - melhor ator por O filho eterno 2012

- Prêmio Shell - Melhor ator por O filho eterno 2012

- Prêmio Tápias - Melhor ator por Remendar o café para ver se o eclipse mofou por dentro 2009

### Indicações
- Prêmio Faz Diferença - Jornal O Globo por O filho eterno 2011

- Prêmio Qualidade Brasil - Melhor ator por O filho eterno 2011

- Prêmio Questão de crítica - melhor ator por O filho eterno 2011

- Prêmio QUEM  - Melhor ator por O filho eterno 2011

- Prêmio Shell - Melhor ator por As artimanhas de Scapino 2002

- Prêmio Qualidade Brasil - Melhor ator por As artimanhas de Scapino 2002

- Melhor ator no IV Festival de Teatro de Resende, RJ (FESTER) por Decote 1996

- Prêmio CENYM - Melhor cia de teatro por "O filho eterno" 2014